# OL進化論
『OL進化論』（オーエルしんかろん）は、秋月りすによる日本の4コマ漫画作品。漫画雑誌『モーニング』（講談社）にて、1989年50号より連載されている。『奥さま進化論』の連載終了後、派生作品として開始された作品である。
徐々に休載することが多くなり2021年29号に掲載された連載1401回を最後に、長期休載中。
スピンオフ作品で『OL進化論出張版 中年ポルカ』が2001年から2002年までに『イブニング』で掲載されていた。

## 概要
会社に関わる人の日常に起こるエピソードを楽しく愛情を持って紹介する4コマ漫画。
登場人物をレギュラー周辺に限定しなかったため、一話限りも含めて膨大な数のキャラクターが登場する。
1980年代後半のバブル景気以降続く長期連載であり、期せずしてバブル崩壊後の「失われた30年」の空気感をリアルタイムで記録し続けた作品となった。現在では不景気を基にした就職難・経費節減などの時代を反映した話題が掲載されることも多い。連載初期はいわゆる「不条理」的な要素があったが、時代の流れとともに徐々にほのぼのとした作風に変貌し、同時に絵柄も微妙に変化していった。
この作品は基本的に時代背景や季節感を反映してはいるものの、レギュラーキャラクターたちは年を取らず、いちろう、さつき兄妹はいつまでも学生のままである。

## キャラクター

### 現在の主要な登場人物
美奈子
ウェーブのかかったロングヘアのOL。連載当初の主人公で、「主人公の美奈子さん」と紹介されていたことがある。
当初は現在のキャラクターと違い、やや小悪魔的な性格をしていた。タバコを喫煙し、彼氏がいたことがあるが、いつの間にか登場しなくなった。
スーツは7号がぴったりサイズと、比較的スタイルが良い方で、小さなミス・コンテストでの優勝経験もある。ただし1kg太ると、スカートが入らなくなる。
些細なことを気にするところがあり、自分の思い通りにならないとふてくされて、開き直るところがある（特に田中の業務依頼など）。割と飽きっぽい性格。
極端に目が悪くコンタクトレンズを使用しているが、入れ忘れると数メートル先もかなりぼやけてしまう。そのために誤解されることもある。
2012年以後の登場人物紹介では「みなちゃん」と表記され、いつからかジュンのフォロー役になるしっかり者のキャラクターとなり、ジュン・けいこ・ひろみたちと行動することが多い。
家族が登場したことはなく、同僚や友人とつるんでいない時の私生活もほとんど出てこない。
ジュン
おかっぱで丸顔のOL。童顔で肉付きがよく、自他共に金太郎のようだと評価される。
当初は美奈子の同僚の一人というポジションだったが、天真爛漫でサボり好きでドジが多いが憎めない性格というキャラクターが使いやすかったのか、回を重ねるごとに家族を含めて登場シーンが増え、実質現在の主人公。
かつては長髪だったが喫煙中にライターの炎が髪に引火したため、現在のおかっぱ頭になったいきさつがある。以来タバコも止めた。
森下という高校時代からの恋人がいるが、結婚は面倒くさがっている。
一戸建ての実家で両親と暮らしている。
おっちょこちょいで大雑把。食べることが大好きで、食べ物に関しては恐ろしく機転が利くが味の評価には安定性がない。
課長によると「100のすいませんを使い分ける達人」。
課長と同じ魚座。

課長
ジュンたちの上司。本名不明。総務二課課長（単行本2巻42p参照）。40代。分譲マンション暮らし。魚座。母親似（単行本36巻44p参照）。中間管理職の鑑で、女性の立場を理解する穏やかな人。ポーカーフェイスで、部下への注意は感情的でなく、要点を言うだけの叱り方をする。部下のOLのずるさをよく見抜く。凝り性で、息子と同様に神経系の下痢になりやすく、猫舌でもある。田舎に新築の家を建てた兄と姉（名のみ、単行本1巻96p参照）がいる。過去に子供たちのおやつによる兄妹喧嘩に巻き込まれ、頭にフォークが刺さった傷跡がある。勤務中に盲腸を起こし、入院した経験あり。また、弁当を忘れたため、妻が娘のさつきと一緒に弁当を渡しに会社に訪問したこともある。
連載当初はOLたちにイヤミをくどくど言う典型的な管理職者で、ジュンや美奈子らに煙たがられていた。課長が眠っている最中に、ジュンたちによって爪をマニキュアで塗らされたり、休日はおフロに入るのが少なくそのために「あせも」ができたり、タバコでコートやスーツを焦がしたりするなど、現在のキャラクターとは異なっていた。
課長の奥さん
専業主婦で40代。夏生まれ。明るく元気があり、体力は40代女性としてはかなりのもの。おっちょこちょいだが家事の要領が良く、性格は息子似。
ゲームの技術、知識共に明るいようで、いちろうより先にゲームをクリアし、さらに、マニアックな批評をしていたことがある。
いちろう
課長夫妻の息子。一目で親子とわかる父親似の高校生。秋生まれ（単行本41巻36p参照）。
家族からは“お兄ちゃん”と呼ばれる。初めは“一郎”表記だった。当初は詰め襟の学生服を着ていたシーンもあったが、やがて私服以外登場しなくなった。
料理が得意で、工夫の仕方は母に才能を感じさせるほど。しかしフレンチトーストや煮麺の存在を知らないなど、その方面の知識には疎い。
父親と同様にアイスコーヒーを飲むと必ず下痢になるために、真夏でもホットコーヒーと烏龍茶を飲む。男子高校生らしいデリケートな一面がある。身長が高くはないことを気にしている面があり、春休み中に少し伸びたところ、とても喜んでいた。
さつき
課長夫妻の娘。中学生。母親似。年若い割に父親への配慮もできるクールなしっかり者だが、たまに母親と喧嘩する。芸能人に憧れたりもするが、優男は好みでない。登場時には名前で呼ばれることが少ない。くせ毛で自分用シャンプーのサラサラ効果が父にのみ出たときは立腹していた。春休みにアルバイトで、犬の散歩のみで10万円稼いだことがある。
けいこ
ジュンたちと同僚の準レギュラー。ストレートのロングで後ろ頭にリボン。射手座。バレエや英会話など習い事には結構手を出すが続かない。「しっかり者のけいこ」と紹介されていたこともあったが、特別しっかりしているわけではない。ただ、美奈子に「悪徳商法そのもの」と言われた、演技力だけで父親に高級バッグを買わせたりと、ちゃっかりした部分もある。雨の日に革靴を履いてくるなど、ジュン同様ドジな面もある。デートの相手は常に別人である。芸能人に惹かれやすい。危険な男性を好きになることも多く、惹かれた男性がスリだったり、好きな人に痴漢されてショックを受けたこともある。また、花粉症の持病を持っている。実家で両親、社交ダンス好きの祖母と暮らしており、まれに両親が登場する。
ひろみ
プライベートではけいことつるむことの多い準レギュラー。眼鏡にヘアバンドの社内ジャーナリスト（社内報担当）。人を食った企画をしたり、記事を書くことが多い。自立した意見や価値観を持ち、正月と夏休みとゴールデンウィークには自室に引きこもって、風呂にも入らずゲームとレンタル映画三昧の自堕落な生活を過ごすシーンが多い。将来は自動販売機のみを置いた無人店舗を経営し、不労所得を得るのが夢らしい。ある企業の部長から秘書へのスカウトを打診されたことがある（近況によると、これは秋月自身が若い頃に経験があったとのこと）。恋人なし。映画マニア。旧友から「うっすい友達」として年賀状のメールを送られてきてへこんだ。独り暮らしで、まれに実家の母親が登場することもある。
田中
課長の部下。眼鏡をかけた平凡な顔立ちの男性で35歳独身の「いい人」。郷里に両親が健在し、兄弟も多い。母親から“お兄ちゃん”と呼ばれているので下の名前は不明。自炊が得意で部屋の掃除も好きという、友人夫婦をして「独身なのに“いい夫・いい父親”として完成されている」と言わしめる。家事ができて子供の面倒を見るいい夫になれそうだが、しばしば課長に相手がいないことや繊細すぎるところをからかわれている。会社以外では独身男性の友人たちとつるむことが多いため増々縁遠くなっている。冬季あたりに、時々ジュンの部署に風邪を流行らせることがある。また風邪をひいても無理して出社するので、課長から休むように諭されることが多い。時たま見合いをするが、ほとんどの場合、相手が原因で失敗している（振られた直後で、やけくそに見合いをしにきた場合など）。
定食屋のおやじ
会社の近くにある、美奈子とジュンの行きつけの定食屋の主人。新メニュー開発が好きで、例として「運だめし定食」と称し、山と積まれたフライの中から好きな物を3つを選ぶなどのアイディアを出している。ボーナス時期には「まぁ!ボーナス（マーボー茄子）定食」など、オヤジギャグが好き。「関西風おでん定食」の翌日に「関東風おでん定食」、そのまた翌日に「味噌おでん定食」を出して、ジュンと美奈子に使い回し疑惑をかけられたこともある。その反面、日本でワールドカップが開かれた際は、テレビを見ながら食べやすい物としてカレーライスを出すなど、客への気遣いも忘れない。父と兄など親戚が結構多く、ほとんどの親戚は顔がそっくりだが、甥っ子だけはイケメン。舞台となる会社の50周年記念パーティーに変装して出没して店の宣伝をしたり、会社に合わせて定休日が多いことを揶揄されると社員旅行だとして長期休暇にしたり、新メニューが不評の場合「不評のために打ち切り!」と書き込んだ張り紙を貼るなど、したたかで意地っ張りな面もある。カラオケ以外にクルーザーでのトローリングというハイソな趣味があるが、日頃とのギャップが大き過ぎて信じてもらえてない。
森下
ジュンの彼氏。高校時代からの長い付き合い。5月生まれ。眼鏡をかけている。一人暮らし。温和な性格でジュンと喧嘩もするが、基本的には彼女を温かく見守っている。ジュンのわがままに振り回されることが多い。上手なデートの仕方を「そわそわしたらトイレに連れて行く。機嫌が悪くなったら何か食べさせる」と思っており、実際ジュンの場合は正しい選択である。料理も上手で、デートにお弁当を作ることもある。時々、ジュンの微妙な気持ち読み取れない鈍感なところがある。ジュンには「彼はフォロー下手で、たいていは墓穴を掘る」と評されている。一度、母親が登場しており、息子同様に眼鏡をかけている。恋愛はドキドキしすぎると短命だと評し、ジュンとのそれは熟年のような間柄である。
ジュンの父
一戸建てをかまえ、部長職を務めている50代。兄弟がいる（ジュンの従弟も登場する）。頑固でわがままでおっちょこちょい。ジュンへの小言が多いが、父としての愛情も感じられる。時々ジュンと喧嘩をすることもある。最近は、ジュンのプレゼントにお礼を言うなど良き父となっている。父親らしく、娘が彼氏と出かけるのを嫉妬することが多く、ジュンは旅行の際に友人との旅行だと誤魔化していくことが多い。
ジュンの母
50代の専業主婦。お淑やかな性格で、わがままな夫と娘を支える。フラメンコを習い始めてから別人のように弾けている。その反面、民宿などで酒に酔うと生活面の愚痴をこぼすことがあり、この時ばかりは愚痴に関わりたくない夫やジュンから避けられている。ジュンの要求を巧みにかわすこともうまい。ジュンの彼氏である森下のことを気にかけている。太りやすい娘と違い、ジュンが入らなくなったジーパンを余裕で履きこなすなど、年の割にはスレンダーな体型。下戸。
田中の母
田舎に夫と子供夫妻と孫たちと暮らす。
息子同様に眼鏡を愛用し、明るい性格で同時にお節介でもある。髪型は天然パーマでもじゃもじゃしている。時々、一人暮らしの息子に電話をよくかける。
息子に対しては「お兄ちゃん」と呼び、たまにいきなり息子が暮らしているマンションに押しかけることがある。

### 過去の登場人物
絵美
初期のレギュラー。美奈子たちの同僚だったバイリンギャルOL。帰国子女で英会話が堪能だが、下町英語だったため、本人の温和な性格とうらはらにブロークンな英語しか話せない。
愛
初期のレギュラー。美奈子たちの同僚でセレブ志向のブランド好きなOL。「派手めの愛ちゃん」と紹介されている。「スチュワーデス採用試験に落ちた」「大嫌いだった同級生がスチュワーデスになった」「彼氏をスチュワーデスに盗られた」理由からスチュワーデスが大嫌いだがナンパ相手のニセの身分として使うこともある。彼氏は常時複数いて毎回違う奔放さだが、はじめての告白は20歳の誕生日と遅い（ただし振られた）。
めぐみ
新人OL。お茶菓子（部署で配る量を自分だけのものと勘違いして）を一人で食べてしまう、入社面接で派手に転倒するなどおっちょこちょいなところがあり、ジュンを髣髴とさせる。実家暮らし。初任給を使い切ってしまい、母から旅行のために借りた金を、身体で払う（家事労働）はめになった。
りんごちゃん
本名不明の体育会系新人OL。ショートカットで、林檎を片手で握り潰せるのがあだ名の由来。瓦割りが出来るが、社員旅行の余興で行った際は（持ち帰る都合もあって）「板にすればよかった」とも。
受付嬢
ジュンたちの会社の受付嬢。外側に跳ねた黒のロングヘアにリボン。弁当を届けに来た課長の奥さんが、さつきに受付嬢のマイナスイメージ（冷え性や痔になるなど）を話しているところを聞いてしまい、落ち込む。
神宮寺社長
ジュンたちの会社の社長。穏やかな人柄で、同じ顔をした父親の跡を継いだ。絵が好きで自分でも筆を執る。幼少期のあだ名はちびすけ。戦中生まれの、もったいない精神の持ち主で、粗大ゴミなどを回収している。が、不要品のための倉庫が20坪もあり、ジュンたちから別の意味でもったいないと思われた。
令子
前半の人気シリーズ「社長秘書令子」の主人公。美人で優秀、有能なスーパー社長秘書。陰ながらジュンたちをサポートすることもしばしば。役員フロアからエレベーターより速く地上階に移動できるなど、体力・知性共に常人離れしている。その気になれば色気も出せる。
リカ
幼稚園児。神宮寺社長の孫娘。「秘書」が社長を殺すTVドラマを見て以来、令子に敵愾心を持っている。
神宮寺夫人
神宮寺社長の奥さんで、リカの祖母。令子と仲がいい。
院長（山本）先生
神宮寺社長の友人で、学生時代からの付き合い。いたずら好きだが、医師としては優秀。自称・すてきなロマンスグレー。
河合
総務部の部長。妻はブティックを営み、自分の給料をお小遣いとしている。
いわゆるダンディーで、OLに飲食費をおごっていた。
大久保
課長と同じマンションに住む中年男。課長の言動を「かっこいい」と感じ、憧れている40代。
173cmのOL（のっぽの気持ちver）
「のっぽの気持ち」シリーズで主役を張るOL。制服が異なるのでジュンたちとは別の会社所属。自称身長173cmのサラリーマンの嘘を暴くためのものさし代わりに使われた。背は高いが靴の大きさは24cmで、アンバランスなためよく転ぶ。
173cmのOL（少女趣味ver）
モデル体型のクールな美人。服装は少女趣味。本人も「全然似合わない」と自覚しているが、着続ける。
29歳のOL
「35歳で独身で」シリーズが始まるまで、ハイミスの悲喜劇を描いたシリーズの主役。「35歳で独身で」が固定タイトルで様々な主役を使うのに対し、こちらは「29歳の（毎回変わる）」というタイトルで、セミショートの女性一人に固定。
35歳のOL・サラリーマン
「35歳で独身で」のシリーズの主役。登場人物は田中や彼の友人も含めて毎回代わる。29歳→35歳の変化は、晩婚化の世相や晩婚者・高齢独身者が増えつつあることを反映している。

## 中間管理職刑事
『中間管理職刑事』（ちゅうかんかんりしょくデカ）は、秋月りすによる日本の漫画。『まんがライフオリジナル増刊号秋月りすスペシャル→まんがライフセレクション秋月りすスペシャル』（竹書房）および『メフィスト』（講談社）に連載されていた。竹書房より単行本が発行されている。
『OL進化論』主要登場人物の幾人かをスターシステムを用いて別人の刑事とし、その活躍（?）を描いたギャグ4コマ漫画であり、事実上のスピンオフ作品といえる。殺人を含む事件を題材で扱うことも多く、OL進化論に比べてブラックなネタが多いのも特徴である。拳銃を所持した探偵が登場するので舞台は日本ではない模様。

### 『中間管理職刑事』の登場人物
警部
『OL進化論』の課長にそっくりの中年男性私服警察官。単行本あとがきの作者の弁によると、『刑事コロンボ』にインスパイアされたとのこと。
警部の部下
『OL進化論』の田中くんにそっくりの独身刑事。
警部の奥さん
『OL進化論』の課長の奥さんにそっくりの主婦。結婚して10年。
ベティ
おばさん私立探偵。「B&B探偵事務所」所長。
ベティの助手
若い女性。

### 『中間管理職刑事』の書誌情報
- 秋月りす『中間管理職刑事』 竹書房（バンブーコミックス）、単巻
2011年7月11日発行（2011年6月27日発売）、ISBN 978-4-8124-7599-7